# Gwendoline Butler
Gwendoline Butler, född som Gwendoline Williams den 19 augusti 1922 i södra London, död 5 januari 2013 i Birmingham, var en brittisk författare av kriminallitteratur som anses ha uppfunnit poliskvinnoromanen och är känd för bokserien om inspektör John Coffin. 
Under pseudonymen Jennie Melville skrev Butler från 1962 en serie romaner om poliskvinnan Charmian Daniels. På grund av den serien har enskilda kritiker utropat henne till skaparen av en undergenre de har namngivit som «poliskvinnoroman» («women's police procedural»); det vill säga romaner som genremässigt kan placeras någonstans mellan polisroman och kvinnolitteratur. Pseudonymen är också använd på böcker som inte tillhör denna serie.
Butler studerade historia vid Oxford och undervisade senare där. Hennes man, historikern Lionel Butler, dog 1992.